# Campeonato Europeu de Atletismo em Pista Coberta de 2015 - 400 m feminino
A prova dos 400 metros feminino do Campeonato Europeu de Atletismo em Pista Coberta de 2015 foi disputada entre 6 e 7 de março de 2015 no O2 Arena em Praga, República Checa.

## Recordes
Antes desta competição, os recordes mundiais e do campeonato nesta prova eram os seguintes:
|                       | Nome                  | Nacionalidade   | Tempo  | Local | Data               |
| --------------------- | --------------------- | --------------- | ------ | ----- | ------------------ |
| Recorde mundial       | Jarmila Kratochvílová | Tchecoslováquia | 49s 59 | Milão | 7 de março de 1982 |
| Recorde do campeonato | Jarmila Kratochvílová | Tchecoslováquia | 49s 59 | Milão | 7 de março de 1982 |
| Recorde europeu       | Jarmila Kratochvílová | Tchecoslováquia | 49s 59 | Milão | 7 de março de 1982 |

## Medalhistas
| Ouro                  | Prata                | Bronze                   |
| Nataliya Pyhyda (UKR) | Indira Terrero (ESP) | Seren Bundy-Davies (GBR) |

## Cronograma
Todos os horários são locais (UTC+2).
| Data       | Hora  | Evento    |
| ---------- | ----- | --------- |
| 6 de março | 11:00 | Bateria   |
| 6 de março | 17:10 | Semifinal |
| 7 de março | 19:10 | Final     |

## Resultados

### Bateria
Qualificação: 2 atletas de cada bateria  (Q) mais os  2 melhores qualificados (q). 
| Posição | Bateria | Atleta                   | Nacionalidade      | Tempo | Notas            |
| ------- | ------- | ------------------------ | ------------------ | ----- | ---------------- |
| 1       | 2       | Marie Gayot              | França             | 53.04 | Q                |
| 2       | 1       | Madiea Ghafoor           | Países Baixos      | 53.06 | Q                |
| 3       | 4       | Seren Bundy-Davies       | Reino Unido        | 53.07 | Q                |
| 4       | 1       | Floria Guei              | França             | 53.10 | Q                |
| 5       | 2       | Denisa Rosolová          | Chéquia            | 53.17 | Q                |
| 6       | 4       | Indira Terrero           | Espanha            | 53.19 | Q                |
| 7       | 5       | Nataliya Pyhyda          | Ucrânia            | 53.20 | Q                |
| 8       | 5       | Kirsten McAslan          | Reino Unido        | 53.27 | Q                |
| 9       | 1       | Iveta Putalová           | Eslováquia         | 53.28 | q,               |
| 10      | 4       | Sara Petersen            | Dinamarca          | 53.29 | q                |
| 11      | 1       | Małgorzata Hołub         | Polónia            | 53.31 |                  |
| 12      | 1       | Adelina Pastor           | Roménia            | 53.37 |                  |
| 13      | 3       | Laura Maddox             | Reino Unido        | 53.67 | Q                |
| 14      | 3       | Justyna Święty           | Polónia            | 53.74 | Q                |
| 15      | 3       | Bianca Răzor             | Roménia            | 53.76 |                  |
| 16      | 2       | Aauri Lorena Bokesa      | Espanha            | 53.80 |                  |
| 17      | 4       | Elise Malmberg           | Suécia             | 53.81 | Recorde pessoal  |
| 18      | 5       | Ruth Sophia Spelmeyer    | Alemanha           | 53.84 |                  |
| 19      | 5       | Chiara Bazzoni           | Itália             | 53.85 |                  |
| 20      | 2       | Léa Sprunger             | Suíça              | 53.97 |                  |
| 21      | 4       | Maria Benedicta Chigbolu | Itália             | 54.17 |                  |
| 22      | 3       | Line Kloster             | Países Baixos      | 54.21 |                  |
| 23      | 1       | Amaliya Sharoyan         | Armênia            | 54.24 | Recorde nacional |
| 24      | 2       | Ylenia Vitale            | Itália             | 54.31 |                  |
| 25      | 3       | Tamara Salaški           | Sérvia             | 54.39 |                  |
| 26      | 3       | Alexandra Štuková        | Eslováquia         | 55.11 |                  |
| 27      | 5       | Helena Jiranová          | Chéquia            | 55.33 |                  |
| 28      | 5       | Hristina Risteska        | Macedônia do Norte | 57.95 |                  |

### Semifinal
Qualificação: 3 atletas de cada bateria  (Q) . 
| Posição | Bateria | Atleta             | Nacionalidade | Tempo | Notas |
| ------- | ------- | ------------------ | ------------- | ----- | ----- |
| 1       | 1       | Nataliya Pyhyda    | Ucrânia       | 52.44 | Q,    |
| 2       | 2       | Denisa Rosolová    | Chéquia       | 52.48 | Q,    |
| 3       | 1       | Marie Gayot        | França        | 52.53 | Q     |
| 4       | 2       | Iveta Putalová     | Eslováquia    | 52.99 | Q,    |
| 5       | 2       | Seren Bundy-Davies | Reino Unido   | 53.00 | Q     |
| 6       | 2       | Floria Guei        | França        | 53.00 |       |
| 7       | 1       | Indira Terrero     | Espanha       | 53.16 | Q     |
| 8       | 1       | Kirsten McAslan    | Reino Unido   | 53.49 |       |
| 9       | 2       | Justyna Święty     | Polónia       | 53.53 |       |
| 10      | 2       | Madiea Ghafoor     | Países Baixos | 53.64 |       |
| 11      | 1       | Sara Petersen      | Dinamarca     | 53.82 |       |
| 12      | 1       | Laura Maddox       | Reino Unido   | 53.89 |       |

### Final
A final foi realizada às 19:10 no dia 7 de março de 2015.  
| Posição           | Raia | Atleta             | Nacionalidade | Tempo | Notas                |
| ----------------- | ---- | ------------------ | ------------- | ----- | -------------------- |
| Medalha de ouro   | 6    | Nataliya Pyhyda    | Ucrânia       | 51.96 | Recorde da temporada |
| Medalha de prata  | 1    | Indira Terrero     | Espanha       | 52.63 | Recorde da temporada |
| Medalha de bronze | 2    | Seren Bundy-Davies | Reino Unido   | 52.64 |                      |
| 4                 | 3    | Iveta Putalová     | Eslováquia    | 52.84 | Recorde nacional     |
| 5                 | 4    | Marie Gayot        | França        | 53.11 |                      |
| 6                 | 5    | Denisa Rosolová    | Chéquia       | 53.20 |                      |

Legenda
| Recorde mundial       | Recorde mundial (World record)               |                       | Recorde africano                      | Recorde africano (African) |                                           | Q | Classificado por posição (Qualified) |
| Recorde do campeonato | Recorde do campeonato (Championship record)  | Recorde da América    | Recorde da América (Americas)         | q                          | Classificado por melhor tempo (Qualified) |   |                                      |
| Melhor marca do ano   | Melhor marca do ano (World leading)          | Recorde asiático      | Recorde asiático (Asian)              | DNS                        | Não largou (Did not start)                |   |                                      |
| Recorde nacional      | Recorde nacional (National record)           | Recorde europeu       | Recorde europeu (European)            | DNF                        | Não terminou (Did not finish)             |   |                                      |
| Recorde pessoal       | Recorde pessoal do atleta (Personal best)    | Recorde da Oceania    | Recorde da Oceania (Oceania)          | DSQ / DQ                   | Desclassificado (Disqualified)            |   |                                      |
| Recorde da temporada  | Recorde da temporada do atleta (Season best) | Recorde sul-americano | Recorde sul-americano (South America) | NM                         | Sem marca (No mark)                       |   |                                      |